# Kulm (Aigen)
Der Kulm ist ein Inselberg bei Aigen im Ennstal. Er hat eine Höhe von 918 m ü. A. und ragt rund 270 m über den Talboden des steirischen Ennstales empor. Er besteht aus paläozoischen Bänderkalken und Phylliten.
Der Kulm liegt in verkehrstechnisch bedeutender Lage zwischen dem Salzkammergut im Norden und den Passrouten über die Niederen Tauern im Süden. Er wird seit langer Zeit als Zentralort des prähistorischen Ostalpenraumes und damit des frühzeitlichen Salzhandels gesehen.

## Archäologische Funde
Grabungen in den Jahren 1948/49 nach einer Höhensiedlung aus der Hallstattzeit (von etwa 800 bis 475 v. Chr.) blieben erfolglos, erst bei Forstwegbauten 2002 am Nordhang des Kulm wurden einige Gräberfelder gefunden. Neben Flachgräbern wurden dabei die bisher nördlichsten hallstattzeitlichen Hügelgräber der Steiermark entdeckt. Eine Besiedlung des Kulm von der älteren Urnenfelderkultur (von etwa 1300 bis 800 v. Chr.) bis zur Frühlatènezeit (480–380 v. Chr.) kann angenommen werden. Die Gräber sind der Sulmtaler- und der Kalenderberg-Kultur zuzuordnen; darauf weisen besonders die Hügelgräber hin, sowie zwei Kreuzattaschenbecken (Attasche, Griffhalterung an Metallgefäßen) aus offenbar örtlicher Produktion. In die Späthallstattzeit sind ein Schnabelkannen-Fragment sowie töpferscheibengedrehte Tonwaren einzuordnen, die aber durch eigenständige Formung ebenfalls auf eine lokale Produktionsquelle hindeuten.